# Les Enfants des ténèbres et les Anges de la rue
Albums de Jean-Patrick Capdevielle
/2
(1980)
Les Enfants des ténèbres et les Anges de la rue est le premier album studio de Jean-Patrick Capdevielle. Il est sorti en 1979.

## Historique
Le titre de l'album provient d'une phrase de la piste d'ouverture, Au-dessus des rues :
« Les enfants des ténèbres et les anges de la rue
T'apprendront tout ce que tu n'as jamais su ».
Extrait de cet album, la chanson Quand t'es dans le Désert est un succès fulgurant. Elle passe en boucle sur les radios en 1979 et devient vite « l'hymne d'une génération ».
Quand t'es dans le désert est sorti en 45 tours comme face B d'une autre chanson (Tout au bout de la ville), qui n'a pas connu la même renommée. Plus de 40 ans après, Capdevielle est toujours associé au succès du titre Quand t'es dans le Désert.

## Analyse
La chanson est considérée[Par qui ?] comme une critique au vitriol du giscardisme. En effet, les paroles « Tous les rapaces du pouvoir menés par un gros clown sinistre plongent vers moi sur la musique d'un piètre accordéoniste » semblent désigner le Premier ministre et le président de la République en cette fin des années 1970 : Raymond Barre (le « gros clown sinistre ») et Valéry Giscard d'Estaing, connu pour sa pratique de l'accordéon (le « piètre accordéoniste »).
Elle est aussi une critique de François Mitterrand : :« D'l'autre côté, voilà Caïn toujours aussi lunatique ». François Mitterrand venait de « tuer » Georges Marchais en prenant la tête de l'Union de la gauche jusqu'alors dominée par les communistes, comme Caïn avait tué Abel. Il était connu pour ses nombreux changements politiques (lunatique). « Son œil est rempli de sable et sa bouche pleine de verdicts » : allusion au côté « professoral » du futur président (verdicts). « Il trône dans un cimetière de vieilles pelles mécaniques » : allusion à l'affiche de la campagne présidentielle de 1965, sur laquelle François Mitterrand était représenté sur fond d'usines et de grues métalliques.

## Postérité
Selon l'édition française du magazine Rolling Stone, cet album est le 27e meilleur album de rock français.

## Liste des titres
| 1. | Au-dessus des rues       | 4:07 |
| 2. | Coup d'semonce           | 5:39 |
| 3. | Quarante-trois souvenirs | 4:33 |
| 4. | Elle est comme personne  | 5:23 |

| 5. | Tout au bout de la ville       | 4:03 |
| 6. | Quand t'es dans le désert      | 3:34 |
| 7. | Salomé                         | 3:47 |
| 8. | Faudra bien que le démon sorte | 4:22 |
| 9. | Les Bruits de la nuit          | 5:09 |